# Adelqui Millar

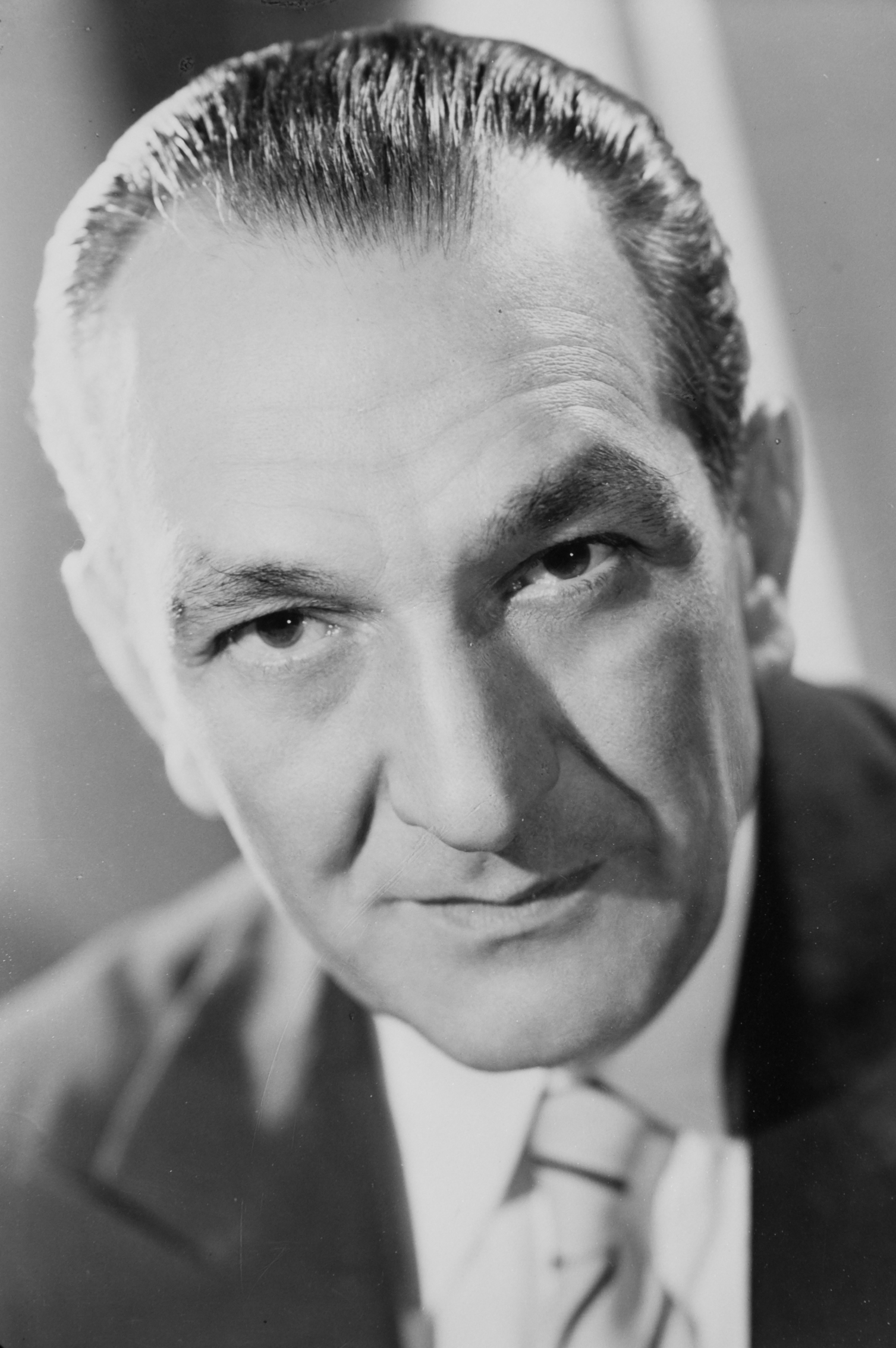
Adelqui Millar

Adelqui Millar, född Adelqui Migliar Icardi 5 augusti 1891 i Concepción, Chile, död 6 augusti 1956 i Santiago, Chile, var en chilensk regissör, manusförfattare, producent och skådespelare.
Millar var verksam som regissör i Storbritannien under 1920-talet.  

## Filmografi

### Roller, i urval
- 1928 - Life
- 1925 - The Apache
- 1924 - Die Sklavenkönigin
- 1917 - Madame Pinkette & Co

### Regi, i urval
- 1954 - El Domador
- 1931 - Luces de Buenos Aires
- 1930 - Le rebelle
- 1929 - The Inseparables

### Filmmanus, i urval
- 1952 - Marido de ocasión
- 1939 - Ambición
- 1921 - Rechten der jeugd
- 1921 - Laughter and Tears